# IPD
IPD (ang. Integrated Project Delivery), tłumaczone na polski m.in. jako Zintegrowane Zarządzanie Projektem, Zintegrowany Proces Inwestycyjny, Zintegrowany Proces Realizacji Inwestycji, to metoda realizacji przedsięwzięcia budowlanego, która ma na celu wydajność i zaangażowanie wszystkich uczestników (ludzi, systemów, struktur biznesowych i praktyk) na wszystkich etapach projektowania, wytwarzania i budowy. IPD łączy idee ze zintegrowanej praktyki i szczupłej konstrukcji. Celem IPD jest zwiększenie produktywności, zmniejszenie marnotrawstwa (odpady są opisywane jako zasoby wydawane na działania, które nie dodają wartości do produktu końcowego), unikanie przekroczenia czasu, poprawa jakości produktu końcowego i zmniejszenie konfliktów między właścicielami, architektami i wykonawcami podczas budowy. IPD kładzie nacisk na wykorzystanie technologii w celu ułatwienia komunikacji między tymi stronami zaangażowanymi w proces budowlany.

## Tło
Przemysł budowlany cierpi z powodu spadku wydajności od lat 1960., podczas gdy wszystkie inne branże pozarolnicze odnotowały duży wzrost wydajności. Zwolennicy zintegrowanej realizacji przedsięwzięć budowlanych twierdzą, że problemy we współczesnym budownictwie, takie jak budynki opóźnione w harmonogramie i z przekroczeniem budżetu, wynikają z niekorzystnych, bo adwersaryjnych relacji między właścicielem, generalnym wykonawcą i architektem.
Wykorzystując pomysły opracowane przez Toyotę w opracowanym przez to przedsiębiorstwo Systemie Produkcyjnym Toyoty i postępy w technologii komputerowej, nowy nacisk w IPD jest finalną wartością usługi stworzoną dla właściciela. Zasadniczo IPD postrzega alokację jakichkolwiek zasobów na dowolnego rodzaju działalność, która nie dodaje wartości do produktu końcowego (gotowego budynku) jako marnotrawstwo.

## IPD w praktyce
W praktyce metoda realizacji przedsięwzięcia budowlanego w systemie IPD to proces, w którym wszystkie dyscypliny i branże zaangażowane w przedsięwzięcie budowlane działają jako jedna firma. Podstawowymi członkami zespołu są architekt, kluczowi konsultanci branżowi i techniczni oraz generalny wykonawca i podwykonawcy. Rosnące wykorzystanie komputerowego Modelowania Informacji o Budynku (BIM) w branży budowlanej pozwala na łatwiejszą wymianę informacji między uczestnikami projektu za pomocą IPD i jest uważane za narzędzie do zwiększania produktywności podczas całego procesu budowlanego.
W przeciwieństwie do metody realizacji przedsięwzięcia budowlanego „projekt-budowa”, która zazwyczaj umieszcza wykonawcę w wiodącej roli w projekcie budowlanym, IPD oznacza powrót do koncepcji „mistrza budowlanego (ang. master builder)”, w której cały zespół budowlany, w tym właściciel, architekt, generalny wykonawca, inżynierowie budowlani, producenci i podwykonawcy współpracują ze sobą podczas całego procesu budowlanego.

## Umowy wielostronne

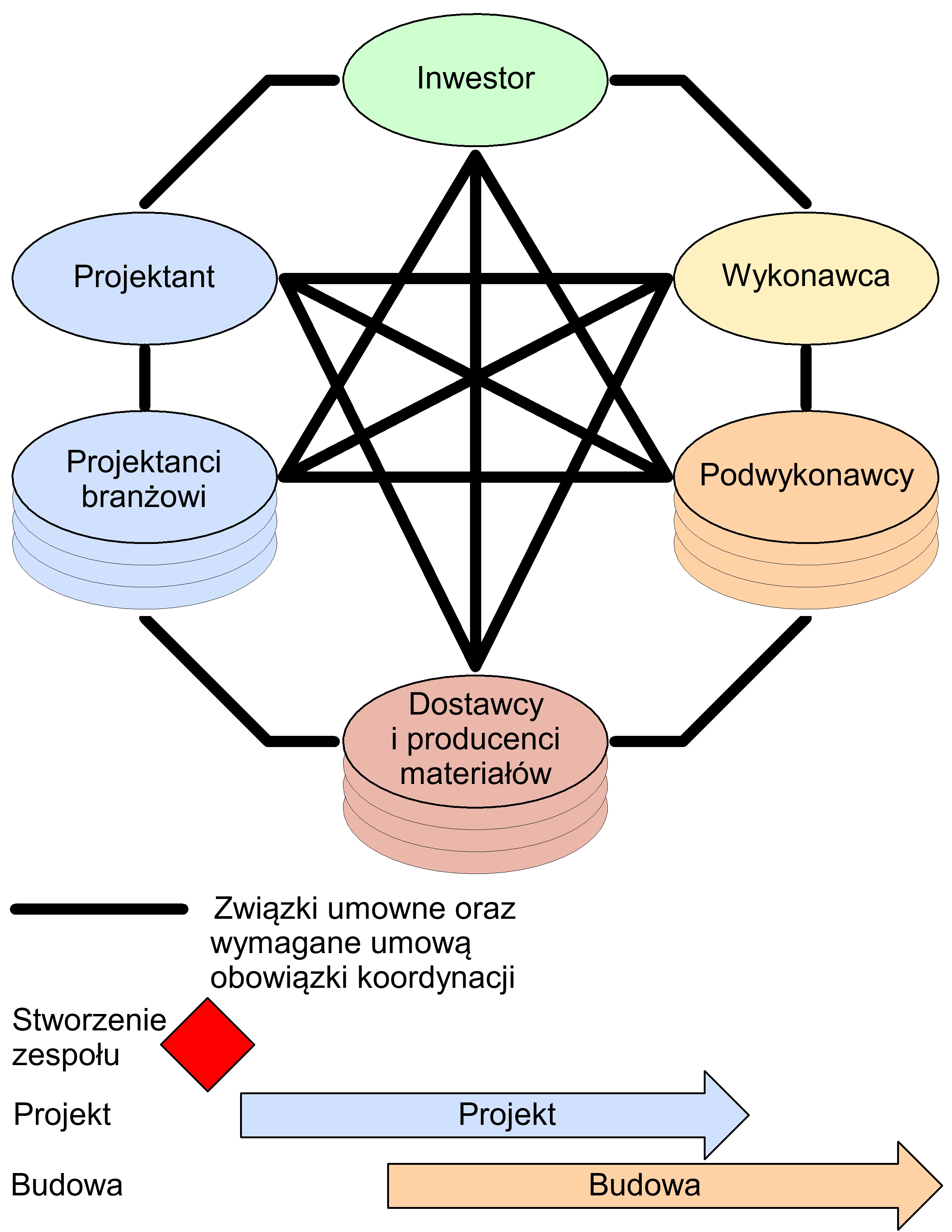
Metoda realizacji przedsięwzięcia budowlanego - zintegrowana realizacja przedsięwzięcia budowlanego

Jednym z powszechnych sposobów realizacji celów IPD jest wielostronne porozumienie między kluczowymi uczestnikami. W umowie wielostronnej (ang. Multi Party Agreement - MPA) główni uczestnicy projektu zawierają jedną umowę określającą ich role, prawa, obowiązki i zobowiązania. W efekcie umowa wielostronna tworzy tymczasową wirtualną, a w niektórych przypadkach formalną organizację do realizacji konkretnego projektu. Ponieważ stosowana jest pojedyncza umowa, każda ze stron rozumie swoją rolę w stosunku do innych uczestników. Struktury wynagrodzeń są często do wglądu dla wszystkich stron umowy, więc interesy i wkład każdej ze stron są podobnie przejrzyste. Umowy wielostronne wymagają zaufania, ponieważ wynagrodzenie jest powiązane z ogólnym sukcesem projektu, a indywidualny sukces zależy od wkładu wszystkich członków zespołu.
Typowe formy umów wielostronnych obejmują:
- umowy tworzące sojusze projektowe (ang. Project Alliance Agreements - PAA), które tworzą strukturę projektu, w której właściciel gwarantuje bezpośrednie koszty stron niebędących właścicielami, ale wypłata zysku, koszty ogólne i premia zależą od wyniku projektu;
- podmiot jednocelowy, będący tymczasową, ale formalną strukturą prawną stworzoną do realizacji konkretnego projektu;
- oraz kontrakty relacyjne (gdzie wzajemne relacje opierają się na zaufaniu, a sprecyzowane warunki kontraktu są jedynie zarysem warunków domniemanych – dających się wywnioskować), które są podobne do sojuszy projektowych w tym, że wirtualna organizacja jest tworzona z pojedynczych podmiotów, ale różnią się podejściem do wynagrodzeń, podziału ryzyka i podejmowania decyzji.

## Rola technologii w IPD
Przyjęcie IPD jako standardu dobrych praktyk opartych na współpracy przy projektach budowlanych stwarza własne problemy. Ponieważ większość projektów budowlanych angażuje różnych interesariuszy, tradycyjne rozwiązania informatyczne nie sprzyjają współpracy. Udostępnianie plików za zaporami sieciowymi, duże rozmiary załączników do wiadomości e-mail i możliwość przeglądania wszystkich typów plików bez natywnego oprogramowania sprawiają, że IPD jest trudny, z punktu widzenia technologii informacyjnej IT.
Konieczność sprostania wyzwaniom informatycznym związanym ze współpracą była jednym z czynników napędzających rozwój technologii współpracy budowlanej online. Od 2000 roku nowa generacja firm technologicznych ewoluowała, korzystając z oprogramowania jako usługi w celu ułatwienia IPD.
To oprogramowanie do pracy grupowej usprawnia przepływ dokumentacji, komunikacji i przepływów pracy, zapewniając wszystkim pracę z „jednej wersji prawdy”. Oprogramowanie do pracy grupowej umożliwia użytkownikom z różnych lokalizacji przechowywanie w jednym miejscu całej komunikacji, dokumentów i rysunków, formularzy i danych, a także innych rodzajów plików elektronicznych. Zapewniona jest kontrola wersji, a użytkownicy mogą przeglądać i oznaczać pliki online bez konieczności korzystania z oprogramowania natywnego. Technologia zapewnia również zaufanie - pewność prawidłowości projektu i ogranicza ryzyko dzięki wbudowanym ścieżkom audytu.

## Krytyka
Znacząca krytyka IPD jest, że jednostronnie skupia się na wydajności, co jest często związane z brakiem troski o bezpieczeństwo i dobre samopoczucie pracowników. Doprowadziło to do słabych wyników w zakresie bezpieczeństwa i zwiększonego poziomu stresu wśród pracowników budowlanych, gdy dąży się do osiągnięcia podwyższonych celów przy mniejszych zasobach.

## Kontraktowanie zlecenia pracy
Kontraktowanie zlecenia pracy (ang. Job Order Contracting - JOC) jest formą zintegrowanej realizacji przedsięwzięć budowlanych, która w szczególności dotyczy napraw, renowacji i drobnych nowych budynków. Udowodniono, że jest w stanie dostarczyć ponad 90% projektów na czas, zgodnie z budżetem i ku zadowoleniu zarówno właściciela, wykonawców, jak i użytkownika.

## Wybrane artykuły
- Delivering Better Facilities through Lean Construction and Owner Leadership
- Integrated Project Delivery: A Platform for Efficient Construction Building Green, 2008-11-01
- Another look: Is IPD the solution? Daily Journal of Commerce, 2008-10-20
- Just a month old, the BIM Addendum has won national endorsements Philadelphia Business Journal, 2008-08-21
- Integrated Project Delivery Improves Efficiency, Streamlines Construction – Lean Management Approach Eliminates Waste and Enhances Project Outcome Tradeline, 2008-07-16
- Red Business, Blue Business: If architects do not take the leadership role on integrated practice, they will cede this turf DesignIntelligence, 2008-05-30
- AIA: American Institute of Architects delivers new contract documents to encourage Integrated Project Delivery architosh, 2008-05-21
- Integrated Project Delivery pulls together people, systems, business structures and practices Daily Commercial News and Construction Record, 2008-03-12
- New Colorado Law Permits IPD For State and Local Governments. wspconsult.com. [zarchiwizowane z tego adresu (2011-07-18)]. – Colorado Real Estate Journal, February 5, 2008-02-05
- Changing Project Delivery Strategy – An Implementation Framework Journal of Public Works Management & Policy, Styczeń 2008; tom 12: s. 483–502
- AIA and AIA California Council Partner Introduce Integrated Project Delivery: A Guide Cadalyst, 2007-11-06
- The Integrated Agreement for Lean Project Delivery Construction Lawyer, American Bar Association, McDonough Holland & Allen PC, Numer 3, Tom 26, Lato 2006
- Managing Integrated Project Delivery. cmaanet.org. [zarchiwizowane z tego adresu (2013-11-01)]. CMAA College of Fellows, Listopad 2009
- Design Responsibility in Integrated Project Delivery: Looking Back and Moving Forward, David J. Hatem, PC, Styczeń 2008